# Dreamcast
Dreamcast (яп. ドリームキャスト Дорӣмукясўто) — домашняя игровая приставка, выпущенная компанией Sega 27 ноября 1998 года в Японии, 9 сентября 1999 года в Северной Америке и 14 октября 1999 года в Европе. Она была первой в шестом поколении игровых систем, и предшествовала PlayStation 2 от Sony, GameCube от Nintendo и Xbox от Microsoft. Dreamcast стала последней домашней игровой системой Sega, завершив восемнадцатилетнюю историю компании на рынке консолей.
В отличие от Sega Saturn, Dreamcast была разработана с целью снижения затрат за счёт «готовых» компонентов, таких как центральный процессор Hitachi SH-4 и графический процессор NEC PowerVR2. Выпущенная в Японии и получившая там сдержанный приём, Dreamcast успешно вышла на рынок США благодаря масштабной маркетинговой кампании, но интерес к системе неуклонно снижался по мере того, как Sony создавала шумиху вокруг грядущей PlayStation 2. Несмотря на несколько снижений цен подряд, продажи не оправдали ожиданий Sega, и компания продолжала нести значительные финансовые потери. После смены руководства Sega прекратила выпуск Dreamcast 31 марта 2001 года, отказавшись от бизнеса по выпуску игровых приставок и перепрофилировавшись в издателя игр. Всего в мире было продано 9,13 миллионов экземпляров Dreamcast.

## История

### Предыстория
В 1988 году компания Sega выпустила игровую приставку Sega Mega Drive. Продавшись количеством в 30,75 миллионов экземпляров, Mega Drive стала самой успешной приставкой Sega, из когда-либо выпущенных. Преемница Mega Drive, приставка Sega Saturn, была выпущена в Японии в 1994 году. Saturn представляла собой приставку на основе компакт-дисков, воспроизводящую как двухмерную, так и трёхмерную компьютерную графику. При этом, её сложная архитектура с двумя центральными процессорами заметно осложняла процесс программирования по сравнению с её главным конкурентом, приставкой Sony PlayStation. Несмотря на то, что Saturn дебютировала раньше PlayStation и в Японии и в Соединённых Штатах, её неожиданный запуск в США, состоявшийся на четыре месяца ранее запланированного, был омрачён проблемами с её распространением. Кроме этого, досрочный запуск Saturn был подорван одновременным заявлением от компании Sony о том, что PlayStation будет продаваться по цене в 299 долларов США по сравнению с первоначальной ценой Saturn в 399 долларов.
Nintendo надолго задержала выход своей приставки Nintendo 64, а репутации Sega был нанесён ущерб из-за плохой поддержки дополнений к Mega Drive (в частности Sega 32X), что позволило компании Sony закрепиться на рынке. PlayStation сразу получила большой успех в Соединённых Штатах, частично благодаря масштабной рекламной кампании и сильной поддержке от сторонних разработчиков игр. На привлечение сторонних разработчиков повлияли качественные инструменты разработки от Sony и либеральные лицензионные отчисления по 10 долларов за экземпляр игры. Успеху Sony также поспособствовала ценовая война, в которой Sega снизила цену Saturn с 399 до 299, а затем с 299 до 199 долларов, чтобы соответствовать цене PlayStation — несмотря на то, что аппаратные комплектующие Saturn было более дорогим в производстве и PlayStation имела большую библиотеку игр. Производство комплектующих Saturn было убыточным, что усугубило финансовые проблемы Sega, в результате чего выручка компании в 1992—1995 годах снизилась, что было также усугублено общим спадом в отрасли. Кроме этого, компания сосредоточилась на Saturn и прекратила дальнейшую работу с Mega Drive, что помешало ей в полной мере воспользоваться имевшимися преимуществами 16-битного рынка.
Из-за давних разногласий с Sega of Japan, генеральный директор Sega of America Том Калинске потерял интерес к своей должности и работе. 16 июля 1996 года Sega объявила, что Сёитиро Иримадзири был назначен председателем и генеральным директором Sega of America, а Калинске уйдёт из компании после 30 сентября того же года. Sega также сообщила, что соучредитель Sega Enterprises Дэвид Розен и генеральный директор Sega of Japan Хаяо Накаяма ушли со своих постов председателя и сопредседателя Sega of America, однако оба остались в компании. Берни Столар, бывший исполнительный директор компании Sony Computer Entertainment of America, был назначен исполнительным вице-президентом компании Sega of America, ответственным за разработку продуктов и отношения с третьими сторонами. Столар не поддержал Saturn из-за своего убеждения что приставка была плохо спроектирована, и на E3 1997 публично заявил, что «Saturn — это не наше будущее». После выхода Nintendo 64 продажи Saturn и 32-битных игр от Sega резко сократились. По состоянию на август 1997 года компания Sony контролировала 47 % приставочного рынка, Nintendo — 40 %, а Sega — только 12 %. Ни снижение цен, ни резонансные игры не помогли Saturn добиться успеха. Из-за плохих показателей продаж Saturn в Северной Америке осенью 1997 года Sega of America сократила 60 из 200 своих сотрудников.
«Я думал, что Saturn был ошибкой, если говорить об аппаратном обеспечении. Очевидно, что игры были потрясающими, но аппаратное обеспечение — нет»
В результате ухудшившегося финансового положения компании Накаяма в январе 1998 года ушёл в отставку с поста президента Sega, уступив место Иримадзири. Берни Столар стал генеральным директором и президентом Sega of America. После пяти лет продолжающегося снижения прибылей, Sega в финансовом году, закончившемся 31 марта 1998 года, понесла первые убытки с момента своего появления на Токийской фондовой бирже в 1988 году. Из-за общего снижения продаж на 54,8 % (включая снижение на 75,4 % вне Японии), компания сообщила о консолидированном чистом убытке в размере 35,6 млрд иен (269,8 млн долларов США). Незадолго до объявления о финансовых убытках Sega сообщила о том, что прекращает продажи Saturn в Северной Америке с целью подготовки к запуску её преемницы. Это решение фактически оставило западный рынок на год без игр Sega. Слухи о грядущей Dreamcast — распространяемые в основном самой Sega — просочились к публике до выхода последних игр для Saturn.

### Создание
В 1995 году появились слухи о том, что Sega занимается разработкой нового видеопроцессора совместно с компаниями Lockheed Martin, 3DO Company, Matsushita и Alliance Semiconductor. При этом, некоторые противоречащие друг другу сообщения говорили о том, что он будет использован либо для 64-битной Saturn 2, либо в дополнительном аксессуаре к уже существующей Saturn. Однако, разработка Dreamcast никак не была связана с этим проектом. В свете плохих продаж Sega Saturn, Иримадзири решил обратиться к сторонним разработчикам, и нанял Тацуо Ямамото из IBM Austin для того, чтобы тот возглавил секретный отдел по разработке приставки следующего поколения. Данному проекту было дано название Black Belt. При этом, над схожим проектом начала работу существовавшая группа, возглавляемая Хидэки Сато. Сато не понравилось решение Иримадзири вынести разработку за пределы компании, и его группа взялась за разработку своей версии приставки. Но по другой версии, сама Sega поручила разработку приставки конкурирующим отделам. Сато и его группа выбрали вариант с процессором Hitachi SH-4 и графическим процессором PowerVR от VideoLogic. Этому проекту было дано название White Belt, которое позже изменилось на Dural, в честь металлического персонажа из серии Virtua Fighter.
Группа Ямамото выбрала вариант с графическим процессором 3dfx Voodoo2 и с центральным процессором Motorola PowerPC 603e. Однако, по просьбе менеджмента Sega центральный процессор был заменён на чип SH-4, а сам Ямамото заключил контракт с 3dfx на использование модифицированной версии графического чипа Voodoo3. Когда 3dfx произвела первичное публичное предложение (IPO) в апреле 1997 года, она открыла каждую деталь своего контракта с Sega. Это разозлило руководителей Sega of Japan, которые в конечном итоге решили разорвать связи с 3dfx и использовать проект Dural. По словам Чарльза Беллфилда — бывшего вице-президента Sega of America по коммуникациям и бывшего менеджера брендов NEC — презентации игр с использованием решения от NEC продемонстрировали высокую производительность и низкую стоимость, предоставляемую архитектурами SH-4 и PowerVR. Беллфилд дальше отметил, что «отношения Sega с японской компанией NEC, вероятно, сыграли определённую роль». С другой стороны, Берни Столар «считал, что должна была использоваться американская версия, от 3Dfx. Япония хотела японскую версию, и Япония выиграла».
В результате 3dfx подала в суд на Sega и NEC за разрыв контракта, однако дело было потом улажено вне суда. Выбор архитектуры PowerVR вызвал озабоченность Electronic Arts, давнего разработчика игр для приставок Sega. Electronic Arts инвестировала в 3dfx, однако выбранная архитектура была незнакома ей. Сиро Хагивара, генеральный менеджер аппаратного подразделения Sega, и Ян Оливер, управляющий директор дочерней компании Sega, Cross Products, вспоминали, что когда они выбрали процессор SH-4, он ещё находился в разработке. Выбору предшествовало длительное обсуждение, и он был сделан потому, что это был единственный доступный процессор, который «мог адаптироваться так, чтобы получить нужную для вычисления трёхмерной геометрии производительность». К февралю 1998 года проект был переименован в Katana, при этом окончательные технические характеристики, такие как объём оперативной памяти, ещё не были утверждены.
Помня о том, что проблемы Saturn были связаны с высокой стоимостью производства и сложным аппаратным обеспечением, Sega выбрала другой подход с Dreamcast. Как и предыдущие приставки от Sega, Dreamcast была спроектирована с раздельными подсистемами, работающими параллельно друг с другом. При этом, выбор аппаратного обеспечения был произведён так, чтобы архитектура была схожа с персональными компьютерами, нежели с игровыми приставками, что помогло уменьшить стоимость системы. По словам Дамьена Макферрана, «материнская плата была шедевром чистого, не громоздкого дизайна и совместимости». Китайский экономист Брэд Хуанг убедил Исао Окаву, председателя Sega, включить модем в базовый комплект приставки. Это вызвало противодействие со стороны работников Окавы из-за увеличившейся на 15 долларов стоимости экземпляра приставки, и тому пришлось предупредить их о том что они будут уволены если продолжат сопротивляться. Для того чтобы поспевать за быстро изменяющимся рынком подключения домашних пользователей к Интернету, модем был сделан модульным.
Для хранения данных был избран формат GD-ROM. Диски формата GD-ROM, который был совместно разработан Sega и Yamaha Corporation, могли массово производиться по цене, аналогичной обычным CD-ROM дискам, что позволило избежать затрат на использование более дорогого формата DVD-ROM. Так как диск GD-ROM вмещает около одного гигабайта данных, для нелегального копирования игр на обычный 650-мегабайтный диск требовалось удалять часть данных из игр. Однако, это не помешало появлению пиратских дисков в продаже. Корпорация Microsoft разработала для Dreamcast особую версию Windows CE, с поддержкой DirectX API и динамически подключаемых библиотек, что сделало портирование игр с персонального компьютера простым, однако программисты всё же предпочли использовать инструменты от Sega.
Sega провела конкурс по подбору имени приставке, на который было прислано более 5000 заявок. Из них было выбрано название Dreamcast, слияние слов dream и broadcast. Звук для заставки записал японский композитор Рюити Сакамото. Поскольку Saturn запятнала репутацию Sega, компания планировала полностью убрать своё имя с приставки, и создать новый игровой бренд, аналогичный PlayStation у Sony. Однако, команда Иримадзири решила оставить логотип Sega на корпусе Dreamcast. Компания потратила от 50 до 80 миллионов долларов США на разработку аппаратного обеспечения, от 150 до 200 миллионов на разработку программного обеспечения, и 300 миллионов на рекламу по всему миру. Иримадзири, бывший исполнительный директор автомобильного концерна Honda, шутливо сравнивал данную сумму с инвестициями, необходимыми на разработку нового автомобиля.

### Запуск
Несмотря на большие потери из-за Saturn, включавшие 75-процентное падение прибыли за полугодие, предшествовавшее запуску Dreamcast в Японии, у компании была уверенность в новой системе. Интерес к Dreamcast был высок, и на приставку было оставлено много предварительных заказов. Sega анонсировала, что Sonic Adventure, новая игра с талисманом компании ёжиком Соником, будет выпущена вместе с приставкой, и 22 августа 1998 года провела её публичный показ в зале Токийского международного форума. Однако компания из-за проблем с производством микросхем видеочипа PowerVR2 не смогла достичь цели по производству достаточного количества приставок до запуска в Японии. Из-за этого приём предзаказов был остановлен, а в продажу на запуске поступило 150 000 приставок вместо ранее запланированных 500 000. Dreamcast была выпущена 27 ноября 1998 года в Японии по цене в 29 000 иен, и весь запас к концу дня был распродан. Однако из четырёх игр, доступных на старте, продалась хорошо только одна — порт Virtua Fighter 3, самой успешной аркадной игры Sega из когда-либо выпущенных в Японии. По оценкам Sega, при наличии достаточного запаса на запуске могло было быть продано ещё около 200 000-300 000 единиц Dreamcast.
Отложенные ранее ключевые игры приставки — Sonic Adventure и Sega Rally Championship 2 — вышли в последующие за запуском недели, однако продажи остались ниже ожиданий. Иримадзири надеялся, что продажи составят один миллион экземпляров к февралю 1999 года, однако в итоге к этому сроку было продано меньше 900 000 единиц, что негативно повлияло на попытки Sega создать достаточную установленную базу для соперничества с другими приставками. Приходили сообщения, что разочарованные покупатели возвращали свои Dreamcast в магазины и на деньги, возмещённые им, покупали игры для PlayStation. Seaman, вышедшая в июле 1999 года, стала первым «хитом» приставки в Японии. Перед запуском на Западе Sega снизила стоимость приставки до 19 000 иен, что сделало её убыточной, но помогло повысить продажи. Снижение цен и выход игры Soulcalibur от Namco повлияло на стоимость акций компании, которые выросли на 17 процентов.
Незадолго до выхода Dreamcast Sega получила удар от Electronics Arts, крупнейшего стороннего издателя видеоигр, которая объявила о том, что не будет разрабатывать игры для этой системы. Исполнительный директор EA Бинг Гордон заявил, что «Sega не может позволить себе выдать нам ту же лицензию, что была у EA в последние пять лет». Однако Столар позже вспоминал, что президент EA Ларри Пробст хотел «исключительные права на то, чтобы быть единственным спортивным брендом на Dreamcast», на что Столар не мог согласиться из-за того, что Sega перед этим купила разработчика спортивных игр Visual Concepts за 10 миллионов долларов. Хотя на Dreamcast не было ни одной из популярных спортивных игр EA, игры Sega Sports, разработанные в основном компанией Visual Concepts, помогли заполнить этот пробел.
Давайте возьмём консервативную оценку в 250,000 единиц Dreamcast на предварительной продаже - это четверть миллиона единиц по $200. У нас будет соотношение в 1,5 или 2 игры на каждый проданный экземпляр Dreamcast. Это полмиллиона единиц программного обеспечения. Мы думаем, что продадим от 0,5 до 1 единиц VMU и периферийных устройств на приставку, таких как дополнительные контроллеры и чего ещё там у нас есть. Это может принести от 60 до 80 миллионов долларов за 24-часовой период. Что раньше продавалось за 24 часа в сумме на 60 или 80 миллионов долларов?
Путём совместной с Midway Games работы, и воспользовавшись перерывом в десять месяцев после выхода в Японии, Sega of America постаралась обеспечить более успешный запуск в США, с как минимум 15 стартовыми играми. Несмотря на затянувшиеся негативные воспоминания о неудачном раннем запуске Saturn, Столар смог заново наладить отношения с крупными американскими розничными торговцами, с помощью которых компании удалось предварительно продать 300 000 экземпляров приставки. Кроме этого, была проведена промоакция, которая позволила потребителям арендовать приставку в месяцы, предшествовавшие её запуску в сентябре, из магазинов Hollywood Video. Питер Мур, старший вице-президент Sega of America по маркетингу, совместно с компаниями Foote, Cone & Belding и Access Communications разработал маркетинговую кампанию «It’s Thinking», состоявшую из 15-секундных телевизионных видеороликов, в которых подчёркивалась мощность аппаратного обеспечения Dreamcast. По словам Мура, «нам нужно было создать что-то, что действительно заинтриговало бы потребителей, чем-то извиниться за прошлое, но и вернуть всё за что мы любили Sega, прежде всего из времён [приставки] Genesis». 11 августа компания Sega of America сообщила, что Берни Столар был уволен, и на замену ему остался Мур, который будет следить за запуском.
Dreamcast была выпущена в Северной Америке 9 сентября 1999 года по цене в 199 долларов США, а компания Sega использовала слоган «9/9/99 за $199». На запуске приставки в США было доступно восемнадцать игр. С запуском Sega установила новый рекорд продаж, когда за 24 часа было продано 225 132 экземпляров приставки, что принесло компании 98,4 миллиона долларов США, и Мур позже назвал это «самыми большими 24 часами в истории розничной торговли развлечениями». За две недели продажи Dreamcast превысили 500 000 единиц. К Рождеству Sega заняла 31 процент североамериканского рынка видеоигр. Значимыми стартовыми играми стали аркадный файтинг Soul Calibur, который был графически усовершенствован для системы, и продался количеством более миллиона единиц, и NFL 2K, симулятор футбола от Visual Concepts. 4 ноября Sega объявила о том, что было продано более миллиона экземпляров Dreamcast.

### Конкуренция
Несмотря на то, что запуск Dreamcast был успешным, Sony со своей PlayStation по состоянию на конец 1999 года по-прежнему занимала 60 % рынка видеоигр в Северной Америке. 2 марта 1999 года в одном из докладов компания Sony представила первые детали своей «PlayStation нового поколения», которая, по словам Кена Кутараги, позволит видеоиграм передать «беспрецедентные эмоции». Основным элементом маркетинговых планов Sony и её грядущей PlayStation 2 был новый центральный процессор Emotion Engine с тактовой частотой в 294 МГц, разработанный совместно Sony и Toshiba. По словам Кутараги, система содержит графический процессор, который будет иметь пропускную способность в 1000 раз больше, чем современные ему графические процессоры персональных компьютеров, и что у него будет производительность с плавающей точкой в 6,2 гигафлопс. Компания Sony, инвестировавшая 1,2 миллиарда долларов США в два крупных завода по производству полупроводников для производства Emotion Engine и Graphics Synthesizer, спроектировала устройство так, чтобы оно выводило больше полигонов, чем любая другая игровая видеоприставка в истории. Sony заявляла, что PlayStation 2 может выводить 75 миллионов полигонов в секунду без каких-либо эффектов, и 38 миллионов с эффектами освещения и без учёта затрат на текстурирование, искусственный интеллект или игровую физику.
С учётом указанных вычислительных затрат, по оценкам Sony, приставка PlayStation 2 могла дать от 7,5 до 16 миллионов полигонов в секунду, в то время как независимые оценки этого варьировались от 3 до 20 миллионов. Для сравнения, в собственных оценках Sega относительно производительности Dreamcast назывались числа от 3 до 6 миллионов полигонов в секунду. Также сообщалось, что система будет использовать формат DVD-ROM, который может содержать значительно больше данных, чем формат GD-ROM у Dreamcast. Благодаря возможности подключения к Интернету во время просмотра фильмов, музыки и видеоигр, компания Sony позиционировала PlayStation 2 как будущее домашних развлечений. Ходили слухи, что PlayStation 2 являлась суперкомпьютером, способным управлять ракетами и показывать качественную графику уровня кинофильма «История игрушек», а Кутараги хвастался сетевыми возможностями приставки, позволяющими пользователям «входить в „Матрицу“». Кроме того, компания Sony подчеркнула, что PlayStation 2 будет обратно совместима с сотнями популярных игр для PlayStation. Описываемые Sony технические характеристики негативно повлияли на восприятие приставки Dreamcast ещё за несколько месяцев до её запуска в США, но позже появились сообщения, что PlayStation 2 была не настолько мощной, как ожидалось, а программирование игр для неё было довольно сложным делом. В том же году Nintendo анонсировала что её приставка следующего поколения превзойдёт всё на рынке, а Microsoft начала разработку собственной.
Первоначальный импульс от запуска оказался мимолётным, поскольку продажи Dreamcast в США, которые к концу 1999 года превысили 1,5 миллиона экземпляров, начали снижаться уже в январе 2000 года. Слабые продажи в Японии привели к консолидированному чистому убытку у компании Sega в размере 42,88 миллиарда иен (404 миллиона долларов США) в финансовом году, закончившемся в марте 2000 года, после аналогичного убытка в размере 42,881 миллиарда иен в предыдущем году. Этот финансовый год стал третьим убыточным годом подряд. Хотя общий объём продаж Sega за этот период вырос на 27,4 %, а продажи Dreamcast в Северной Америке и Европе значительно превзошли ожидания компании, этот рост продаж совпал со снижением рентабельности из-за инвестиций, необходимых для запуска Dreamcast на западных рынках, и низких продаж программного обеспечения в Японии. В то же время всё более неблагоприятные рыночные условия снизили прибыльность японского аркадного бизнеса Sega, что вынудило компанию закрыть 246 залов игровых автоматов.
Понимая, что «нужно ловить там, где клюёт рыба», президент Sega of America Питер Мур — который занял свой пост после увольнения Столара — и разработчики Sega of Japan сосредоточились на американском рынке, чтобы подготовиться к предстоящему запуску PS2. С этой целью Sega of America запустила собственного интернет-провайдера Sega.com во главе с генеральным директором Брэдом Хуангом. 7 сентября 2000 года Sega.com запустила SegaNet, службу онлайн-игр для Dreamcast, с ценой подписки в 21,95 долларов США в месяц. Хотя до этого Sega выпустила в США только одну игру для Dreamcast с многопользовательским режимом — ChuChu Rocket!, головоломку, разработанную Sonic Team — запуск SegaNet в сочетании с игрой NFL 2K1 должен был повысить спрос на Dreamcast на американском рынке. Позже сервис стал поддерживать такие игры, как Bomberman Online, Quake III Arena и Unreal Tournament. Запуск 7 сентября совпал с новой рекламной кампанией по продвижению SegaNet, в том числе через церемонию Video Music Awards телеканала MTV в тот же день, которую Sega спонсировала второй год подряд. Sega использовала агрессивную ценовую стратегию в отношении онлайн-игр. В Японии каждая проданная Dreamcast включала бесплатный год доступа в Интернет, который Окава оплачивал лично. При этом, ещё до запуска SegaNet, Sega предлагала возврат в 200 долларов любому владельцу Dreamcast, купившему два года доступа в Интернет от провайдера Sega.com. Чтобы повысить привлекательность SegaNet в США, Sega снизила цену Dreamcast до 149 долларов (по сравнению с начальной ценой PlayStation 2 в США в 299 долларов) и предложила скидку на полную стоимость Dreamcast в 149 долларов и клавиатуру в подарок с каждой 18-месячной подпиской на SegaNet.
Мур заявлял, что для того чтобы Dreamcast оставалась жизнеспособной платформой, к концу 2000 года нужно было продать 5 миллионов экземпляров приставки в США, но Sega в итоге не смогла достичь этой цели, продав около 3 миллионов экземпляров. Более того, попытки Sega стимулировать рост продаж Dreamcast за счёт снижения цен и скидок стали причиной растущих финансовых потерь. Вместо ожидаемой прибыли, за период в шесть месяцев, закончившийся в сентябре 2000 года, Sega получила убыток в размере 17,98 миллиардов иен (163,11 миллионов долларов), при этом компания прогнозировала потери на конец финансового года в размере 23,6 миллиардов иен. Эта оценка была более чем удвоена до 58,3 миллиардов иен, а в марте 2001 года Sega зафиксировала консолидированный чистый убыток в размере 51,7 миллиардов иен (417,5 миллионов долларов). Хотя запуск PS2 в продажу в США 26 октября был омрачён дефицитом, это не принесло Dreamcast ожидаемой пользы — многие покупатели продолжали ждать PS2, а PSone, переработанная версия оригинальной PlayStation, в начале праздничного сезона 2000 года стала самой продаваемой приставкой в США. По словам Мура, в Sega надеялись на положительный эффект от задержек PS2, но этого не случилось, так как «недоступность PlayStation 2 просто заморозила рынок». В конечном итоге Sony и Nintendo занимали соответственно 50 и 35 процентов американского рынка видеоигр, а Sega — только 15 процентов.

### Спад и прекращение производства
У нас были потрясающие 18 месяцев. Dreamcast была в ударе — мы действительно думали, что у нас всё получится. Но затем мы получили задание из Японии, в котором говорилось, что к праздничному сезону мы должны заработать х сотен миллионов долларов и продать х миллионов единиц оборудования, иначе мы просто не сможем поддерживать бизнес. Каким-то образом я должен был принимать это решение, а не японцы. Мне пришлось уволить много людей; это был не самый приятный день. Так что 31 января 2001 года мы заявили, что Sega уходит из аппаратного обеспечения. Мы продавали 50 000 единиц в день, потом 60 000, потом 100 000, но этого было недостаточно, чтобы набрать критическую массу к запуску PS2. Это была игра с большими ставками. У Sega была возможность влить ещё больше денег и обанкротиться, но они решили, что хотят жить, чтобы побороться ещё один день.
22 мая 2000 года Окава сменил Иримадзири на посту президента Sega. Окава долгое время выступал за то, что Sega должна покинуть приставочный бизнес. Его настроения не были уникальными, соучредитель Sega Дэвид Розен «всегда считал некоторой глупостью то, что они ограничивали свой потенциал аппаратным обеспечением Sega», а Столар раньше предлагал что Sega должна была продать себя компании Microsoft. В сентябре 2000 года на встрече с японским руководством Sega и руководителями крупнейших японских студий по разработке игр Мур и Беллфилд высказали рекомендацию, что Sega должна отказаться от приставочного бизнеса и сосредоточиться на разработке программного обеспечения, что вынудило руководителей студий покинуть помещение.
Тем не менее, 31 января 2001 года Sega объявила о прекращении выпуска Dreamcast после 31 марта и дальнейшей реструктуризации компании на разработку игр для всех платформ. Это решение было принято Муром. Sega также объявила о снижении цены Dreamcast до 99 долларов США для ликвидации своих непроданных запасов, которые оценивались в 930 000 экземпляров по состоянию на апрель 2001 года. После дальнейшего снижения цены до 79 долларов Dreamcast была распродана из магазинов по цене в 49,95 долларов. Последний произведённый экземпляр Dreamcast был подписан руководителями всех девяти внутренних студий Sega, а также руководителями Visual Concept и Wave Master. Этот экземпляр был отдан вместе с 55 играми в рамках конкурса, организованного журналом GamePro. Окава умер 16 марта 2001 года, а незадолго до смерти он простил Sega долги перед ним в 500 миллионов долларов, и вернул ей акции на сумму в 695 миллионов долларов, что помогло компании выжить при реструктуризации. В рамках этой реструктуризации в 2001 году была уволена почти треть работников токийского отделения Sega.
По всему миру было продано 9,13 миллионов единиц Dreamcast. После прекращения производства Dreamcast некоторые компании всё ещё разрабатывали и выпускали игры для системы, особенно в Японии. В Соединённых Штатах издания игр продолжались до конца первой половины 2002 года. Sega of Japan продолжила ремонтировать приставки до 2007 года. На момент 2014 года приставка по-прежнему поддерживалась различными независимыми изданиями MIL-CD дисков. После пяти лет финансовых потерь Sega получила прибыль в финансовом году, закончившемся в марте 2003 года.
Причинами неудачи Dreamcast называются:
- шумиха вокруг PlayStation 2[102][178][179];
- отсутствие поддержки со стороны Electronics Arts и Squaresoft, которые считались самыми популярными сторонними разработчиками в США и Японии соответственно[180];
- разногласия между руководителями компании Sega по поводу будущего компании и отсутствие у Окавы заинтересованности в продукте[181];
- отсутствие у Sega достаточных средств на рекламу: например, Беллфилд сомневался, что Sega потратила даже половину из 100 миллионов долларов, обещанных для продвижения Dreamcast в США[182][183];
- тот факт, что рынок ещё не был готов к онлайн-играм[167][180];
- фокус компании на «хардкорных» игроках, а не на обычных[102][167];
- неудачный выбор времени для издания приставки[184].

Наиболее часто упоминаемой причиной является плохая репутация Sega, которую она создала сама себе благодаря плохой поддержке собственных платформ. Блейк Сноу, написав статью в GamePro, заявил, что «приставка была выпущена за годы до появления конкурентов, однако в конечном счёте ей не удалось избавиться от негативной репутации [Sega], завоёванной во времена Saturn, Sega 32X и Sega CD. В результате казуальные геймеры и недовольные сторонние разработчики сомневались в способности Sega выполнять поставленные задачи». Дэн Уайтхед из Eurogamer отметил, что потребители выбрали подход «ждать и смотреть», что наряду с отсутствием поддержки от Electronics Arts было скорее симптомом, чем причиной упадка компании Sega. Он заключил, что «злоключения Sega в 1990-х годах заставили геймеров и издателей опасаться любой новой платформы с её именем». По словам Джереми Париша из 1UP.com, «несмотря на то, что довольно легко было бы указать на Sony и обвинить её в убийстве Dreamcast с помощью PS2 … в такой позиции присутствует определённый уровень интеллектуальной нечестности … плохая поддержка американской [Sega] такого аппаратного обеспечения, как Sega CD, 32X и Saturn, заставила геймеров быть осторожными. Многие потребители обожглись, когда инвестировали в дорогие машины Sega, и обнаружили, что качества у их библиотек недостаёт».
Объявление о том, что Sega переходит к модели издания игр для остальных платформ, было встречено с большим энтузиазмом. По словам Трэвиса Фахса из IGN, «Sega была творчески плодородной компанией с быстрорастущей конюшней собственности, из которой можно извлечь выгоду. Похоже, они были в идеальном положении, для того чтобы начать новую жизнь в качестве разработчика и издателя». Бывший президент Work Designs Виктор Айрланд писал, что «это действительно хорошо… потому что Sega сможет выжить, делая то, что она делает лучше всего — программное обеспечение». Сотрудники Newsweek писали, что «начиная от Sonic до Shenmue, программисты Sega создали один из самых увлекательных опытов в истории интерактивных медиа … Не связанный более проблемной приставочной платформой, этот взвод разработчиков может теперь для любой машины на рынке делать то, что они умеют лучше всего». Розен предсказал, что «у них есть потенциал догнать Electronics Arts». Game Informer, комментируя то, что Sega имеет тенденцию к разработке недооцениваемой классики, заявил, «Давайте радоваться тому, что Sega делает игры для текущих приставок равноценно, и чтобы история больше не повторилась».

## Технические характеристики

### Аппаратное обеспечение
Справа: Материнская плата системы отдельно.
Размеры Dreamcast составляют 190 мм в ширину, 195,8 мм в длину и 75,5 мм в высоту, а вес — 1,5 килограммов. Главным процессором Dreamcast является симметричный суперскалярный 32-разрядный RISC-процессор Hitachi SH-4, работающий на тактовой частоте в 200 МГц с быстродействием в 360 MIPS. Кэш процессора составляет 8 Кбайт, кэш данных — 16 Кбайт. Частью главного процессора является 128-битный ориентированный на работу с графикой математический сопроцессор, производительность которого составляет 1,4 GFLOPS. Графическим процессором системы является NEC PowerVR2, работающий на тактовой частоте в 100 МГц, и интегрированный с интегральной схемой системы. Графический процессор способен выводить более 3 миллионов полигонов в секунду, и способен осуществлять отложенное освещение и затенение. Доступные аппаратные графические эффекты включают трилинейную фильтрацию, затенение Гуро, Z-буферизацию, пространственное сглаживание, независимую от порядка прозрачность и рельефное текстурирование. Система может выводить около 16,77 миллионов цветов одновременно и отображать видео в чересстрочной или прогрессивной развёртке с разрешением в 640 × 480.
Звуковой процессор системы, Yamaha AICA с 32-разрядным ARM7 RISC ядром, работающим на частоте 67 МГц, может генерировать 64 канала либо с помощью импульсно-кодовой, либо с помощью адаптивной дифференциальной модуляции, что в десять раз превосходит производительность звуковой системы Saturn. Dreamcast имеет 16 МБ оперативной памяти, а также 8 МБ памяти для хранения текстур и 2 МБ для звука. Система использует GD-ROM диски, а их чтение осуществляется 12-скоростным приводом Yamaha. В дополнение к операционной системе Windows CE приставка также поддерживает сторонние связующие интерфейсы прикладного программирования. В большинстве регионов с Dreamcast также поставлялся съёмный модульный модем. Модемы в первой японской модели и всех моделях PAL региона имели скорость передачи данных 33,6 кбит/с, а в приставках, продававшихся в США и Японии после 9 сентября 1999 года, стоял 56 кбит/с модем коммутируемого доступа.

### Модели
Sega выпустила множество моделей Dreamcast, большинство из которых были эксклюзивными для Японии. Восстановленные приставки Dreamcast, известные под названием R7, первоначально использовались в качестве сетевой приставки в японских патинко салонах. Другая модель, Divers 2000 CX-1, имеет форму, схожую с головой Соника и включает телевизор и программное обеспечение для телеконференций. Версия Hello Kitty, выпущенная ограниченной партией в 2000 экземпляров, предназначалась для японских геймерш. Были изданы специальные версии совместно с играми Seaman и Resident Evil Code: Veronica. Автомобильная компания Toyota в своих 160 автодилерских центрах продавала специальную версию Dreamcast. В Северной Америке была выпущена ограниченная версия приставки чёрного цвета с логотипом Sega Sports на крышке, у которой в комплекте были чёрные игровые контроллеры и две игры.

### Аксессуары
Геймпад Dreamcast использует аналоговый стик, d-pad, четыре кнопки управления и два аналоговых триггера. Система имеет четыре порта для контроллеров, хотя в комплект поставки входил только один. Сотрудники Edge высказались про геймпад Dreamcast, что он «уродливая эволюция 3D-контроллера Saturn», Сэм Кеннеди с сайта 1UP.com назвал его «не самым хорошим», а Энди Макнамара из Game Informer сказал что он «отстойный». Сотрудники IGN писали, что «в отличие от большинства контроллеров, пад Sega заставляет руки пользователя находиться в неудобном параллельном положении». Особенностью технической реализации стало использование датчиков Холла в аналоговом стике и триггерах, что минимизировало потребность в калибровке и снижало вероятность возникновения дрейфа стика.
Различные контроллеры от сторонних производителей, таких как Mad Catz, добавляют дополнительные кнопки и функции. Сторонние производители также выпускали джойпады аркадного стиля для файтингов, такие как Agetech’s Arcade Stick и Interact’s Alloy Arcade Stick. Mad Catz и Agetech выпускали рули для гоночных игр. Sega решила не выпускать свой официальный световой пистолет в США, однако сторонние производители выпустили свои варианты. Dreamcast также поддерживает рыболовный контроллер в виде удочки и клавиатуру для ввода текста. Хотя рыболовный контроллер был разработан для Sega Bass Fishing и аналогичных рыболовных игр, он мог использоваться и с файтингом Soul Calibur, который переводил вертикальные и горизонтальные движения контроллера в игровые фехтовальные приёмы. Этот контроллер считается предшественником Wii Remote.
Японское издание игры Cyber Troopers Virtual-On Oratorio Tangram поддерживало периферийное устройство Twin Sticks, но американский издатель игры, Activision, решил не выпускать устройство в США. Dreamcast могла соединяться с портативной Neo Geo Pocket Color от SNK, ещё до появления соединительного кабеля между GameCube и Game Boy Advance. Sega также выпустила цифровую камеру Dreameye, которая могла соединяться с приставкой и использоваться для обмена фотографиями и участия в видеочатах по Интернет-соединению системы. В Sega надеялись, что разработчики игр будут активно использовать Dreameye. Кроме того, в Sega исследовали системы, которые позволили бы пользователям совершать телефонные звонки с Dreamcast, и обсуждали с Motorola разработку мобильного телефона с подключением к Интернету, который бы использовал технологии приставки, позволяющие быстро загружать игры и другие данные.

### Внутренняя память
В отличие от Sega CD и Sega Saturn, которые включают внутреннюю память для сохранений, Dreamcast использует 128-килобайтную карту памяти под названием VMU (или «Visual Memory Unit») для хранения данных. VMU имеет небольшой ЖК-экран, аудиовыход от одноканального ШИМ источника звука, энергонезависимую память, d-pad и четыре кнопки. VMU может показывать игровую информацию, использоваться в качестве маленького портативного игрового устройства и подключаться к определённым игровым автоматам Sega. Например, игроки могут использовать VMU для выбора действий в NFL 2K или выращивания виртуальных домашних животных в Sonic Adventure. Представители Sega отмечали, что VMU можно использовать как «закрытый для стороннего просмотра индивидуальный дисплей, отсутствие которого в прошлом не позволяло эффективно реализовывать многие виды игр». После того как слот для VMU был встроен в конструкцию геймпада, инженеры Sega нашли множество дополнительных возможностей, которые тоже могут использовать слот, и поэтому был добавлен второй. Этот слот обычно использовался для вибропакетов, обеспечивающих обратную связь, таких как «Jump Pack» от Sega и «Tremor Pack» от Performance. При этом, его также можно было использовать для других периферийных устройств, таких как микрофон, обеспечивающий голосовое управление и связь с другими игроками. Различные сторонние производители также выпускали карты для хранения данных, некоторые из которых содержали дополнительные ЖК-экраны. Компания Iomega анонсировала совместимый с Dreamcast zip-привод, который мог хранить до 100 МБ данных на съёмных дисках, но он так и не был выпущен.

## Игры
Каталог игр для Dreamcast включает более 600 наименований во всех регионах, распространявшихся на дисках формата GD-ROM. В консоли реализована система региональной защиты, позволяющая запускать только игры соответствующего региона; защита может быть преодолена установкой модификационного чипа, использованием загрузочных дисков или устройств типа Action Replay производства Datel. На японском рынке система дебютировала с играми Virtua Fighter 3tb, Pen Pen TriIcelon, Godzilla Generations и July. В Северной Америке на старте было доступно 19 игр, включая ожидаемые Sonic Adventure, Soulcalibur и NFL 2K. В Европе изначально планировался запуск с 10 играми, однако после задержки выпуска системы их число увеличилось до 15. Выпуск лицензированных игр для Dreamcast в США продолжался до середины 2002 года. Независимые разработчики продолжали создавать игры для системы и позже — например, в 2007 году немецкая студия NG:Dev.Team выпустила Last Hope.
В 2000 году Sega реорганизовала свои подразделения по разработке игр, создав девять полуавтономных студий под руководством ведущих геймдизайнеров компании. В число студий вошли United Game Artists (UGA), Hitmaker, Smilebit, Overworks, WOW Entertainment, Amusement Vision, Sega Rosso, Wave Master и Sonic Team. Подразделение Sega AM2 ранее в том же году перешло под контроль CSK Research Institute, а в 2001 году стало независимой компанией SEGA-AM2 Co., Ltd. Дизайн-студии получили возможность экспериментировать благодаря относительно свободному процессу утверждения проектов. Результатом такой политики стали игры: Rez от UGA, попытка воссоздать синестезию в формате рельсового шутера; The Typing of the Dead от Wow Entertainment — версия The House of the Dead 2, переработанная в тренажёр для обучения печати; Segagaga от Hitmaker — японская ролевая игра, в которой игроки должны предотвратить банкротство Sega.
Центральным элементом запуска Dreamcast стала игра Sonic Adventure — первый полностью трёхмерный платформер с участием Соника, разработанный студией Sonic Team. Игра достигла тиража 2,5 миллиона экземпляров, став самой продаваемой на платформе. Студия также создала ChuChu Rocket! — первую онлайн-игру для Dreamcast, получившую признание за увлекательный игровой процесс в жанре головоломки и динамичные многопользовательские матчи. Музыкальный проект Samba de Amigo получил признание критиков, отметивших красочное визуальное оформление, несмотря на необходимость приобретения дорогостоящего контроллера в форме маракасов. Phantasy Star Online, первая консольная онлайн-RPG, считается значимой вехой в истории жанра благодаря адаптации и оптимизации игровой механики Diablo для консольных игроков.

## Эмуляция
29 мая 2004 года группа разработчиков представили публике первый рабочий эмулятор Dreamcast Chankast alpha v0.1. 7 июля вышла последняя версия — 0.25 Alpha. С тех пор разработка остановилась, последнее обновление сайта было в январе 2006 года.
25 ноября 2006 вышел в свет эмулятор DEmul, кроме собственно самой Sega Dreamcast, способен к запуску аркад на железе Sega Dreamcast, в частности: Naomi1, Naomi2, Sammy Atomiswave. На сегодняшний день он имеет наибольшую совместимость (включая WinCE) и аппаратную сортировку полупрозрачных объектов. Остаётся единственным активно развивающимся эмулятором.
1 апреля 2007 года вышла первая публичная бета-версия 1.0.0 эмулятора под названием nullDC, основанном на исходных кодах Chankast. Последняя версия (1.0.4 r135) данного эмулятора вышла 4 июля 2011 года.
16 сентября 2007 года состоялся релиз версии T8 эмулятора Makaron от польского программиста Deunan Knute. Текущая версия Т12. Данный эмулятор имеет ряд особенностей, за сложно доступным интерфейсом, скрывается возможность эмулирования WinCE игр.
Также существовали проекты эмуляции других приставок на самой Dreamcast — например, Bleemcast! позволял играть в игры с PlayStation на Dreamcast. Правда, выпущено было всего три полноценные версии эмулятора — для игр Metal Gear Solid, Tekken 3 и Gran Turismo 2 (для каждой игры требовалась своя отдельная версия, в дальнейшем планировалось четыре диска, и в каждом свой набор поддерживаемых игр). Была выпущена публичная бета-версия, в которой не работали видеоролики и сохранения, а также было большое число ошибок. Из-за претензий компании Sony разработка была прекращена. Защита на дисках с выпущенными экземплярами Bleemcast! была столь мощной, что её в то время так и не смогли взломать. Лишь в начале 2010 года появились новости о том, что защита взломана и теперь можно играть в вышеуказанные три игры, не разыскивая по интернет-аукционам очень редкие оригинальные диски с Bleemcast! Также в конце 2013 года эмулятор Dreamcast’a появился и на мобильной системе Android под названием Reicast (основан на исходном коде nullDC). Разработка его прекращена, наработки были использованы в эмуляторе Flycast.